# Yaakov Weiss
Yaakov Weiss (in ebraico יעקב וייס; Nové Zámky, 15 luglio 1924 – Acri, 29 luglio 1947) è stato un attivista cecoslovacco naturalizzato israeliano, sionista di origini ebree.

## Biografia
Nato da una famiglia ebrea di lingua ungherese, a dieci anni fu ammesso al ginnasio di Munkács. Durante l'adolescenza si avvicinò alle posizioni del sionismo revisionista ed aderì al movimento Betar. 
Durante la seconda guerra mondiale, dopo la morte del padre, Weiss fuggì a Budapest, sperando da lì di raggiungere la Palestina. Nella capitale ungherese si travestì spesso da ufficiale militare ungherese o delle SS, rubò certificati di nascita e passaporti e usò i documenti falsi per salvare centinaia di ebrei. Si recava spesso nei ghetti, soprattutto quelli di Miskolc, Debrecen, Košice ed Eger, e chiedeva alle autorità naziste di rilasciare i singoli ebrei che sceglieva, producendo documenti falsi che “dimostravano” che erano cristiani. Tuttavia, non riuscì a produrre i documenti per sua madre e sua sorella in tempo per evitare la loro deportazione ad Auschwitz, dove sua madre fu uccisa ma sua sorella sopravvisse.
Nell'estate del 1944, Weiss riuscì a fuggire in Svizzera dove iniziò a frequentare l'Università di Ginevra. Nel 1945 si imbarcò su una nave dell'Aliyah Bet diretta in Palestina. La nave fu intercettata dalla Royal Navy e Weiss fu internato nel campo di detenzione di Atlit. Il 9 ottobre 1945 il Palmach fece irruzione nel campo e liberò 208 detenuti, tra cui Weiss. Uno dei suoi soccorritori fu Avshalom Haviv, che alla fine sarebbe stato impiccato insieme a lui.
Weiss si trasferì a Netanya, dove lavorò come operaio e ritoccatore di gioielli. Si unì all'Irgun, che all'epoca stava conducendo un'insurrezione contro le autorità britanniche in Palestina con l'obiettivo di costringerle ad andarsene per consentire la creazione di uno Stato ebraico. Fu assegnato al Corpo di Combattimento e adottò il nome di battaglia “Shimon”. Partecipò a due incursioni nel campo di villeggiatura militare britannico vicino a Netanya, a operazioni minerarie contro il traffico di sicurezza britannico, al bombardamento di un ponte stradale e a sabotaggi alle ferrovie.
Il 4 maggio 1947 Weiss prese parte all'assalto alla cittadella di Acri, come parte dell'unità di copertura, insieme a Avshalom Haviv e Meir Nakar.
Dopo un combattimento fino all'ultimo colpo, i tre furono catturati dagli inglesi. Circa tre settimane più tardi furono processati e condannati a morte. Il 29 luglio 1947 Yaakov Weiss fu impiccato nella prigione di San Giovanni d'Acri, insieme ai suoi compagni. Weiss aveva 23 anni quando andò al patibolo.